# Dessie
Ne doit pas être confondu avec Dessè.
Dessie (Dese, Dessé ou Däse) (Ge'ez: ደሴ) est une ville et un woreda du nord de l'Éthiopie, située dans la zone Debub Wollo de la région Amhara, à 400 km environ au nord de la capitale Addis-Abeba et à 25 km à l'ouest de Kombolcha. 

## Histoire
C'était la capitale de l'ancienne province du Wällo.
Durant la guerre du Tigré, elle est prise le 30 septembre 2021 par le Front de libération du peuple du Tigré.

## Toponomyme
Selon le lexicographe Dästa Täklä Wäld, la prononciation correcte serait « Dezé » et non « Dessé » et le mot ne signifierait pas « mon bonheur», « ma joie », comme on l'affirme couramment.

## Géographie
Dominée par le mont Tossa, la ville est située à une altitude de 2 423 m, sur les versants d'un col de la chaîne méridienne qui marque la ligne de partage des eaux entre le bassin de l'Awash au nord-est et celui du Nil bleu au nord-ouest.
 La route transafricaine 6 N'Djamena-Djibouti passe par Dessie.

## Culture
Dessie possède un musée qui conserve notamment une collection de céramiques de Ketetiya (ancienne province du Wällo).

## Personnalités nées à Dessie
- Mohammed Al Amoudi, homme d'affaires saoudo-égyptien